# Prix Tchicaya U Tam'si pour la poésie africaine
Le Prix Tchicaya U Tam'si pour la poésie africaine récompense depuis 1989, un écrivain qui se distingue par une œuvre poétique novatrice et d'une grande valeur artistique.

## Historique
Créé dans le cadre du Forum de la ville d’Assilah (Maroc), à l’initiative de l'ancien ministre marocain de la Culture et actuel maire d’Assilah, Mohamed Benaïssa, le prix est décerné, généralement au mois d'août, à l'occasion du moussem (festival) culturel international d'Assilah. Le prix porte le nom de Tchicaya U Tam'si, un écrivain congolais.
Le Jury de l'édition 2018 présidé par Mário Lucío Sousa, écrivain, poète, musicien et ancien ministre de la Culture du Cap-Vert, est composé du poète marocain Mehdi Akhrif, du ségalais Mamadou Ba, spécialiste de littérature africaine, de l'écrivain, poète, philosophe et comédien brésilien Mano Melo, du Directeur général de la Fondation Léopold Sédar Senghor du Sénégal Raphaël Ndiaye, du journaliste et cinéaste portugais Vanessa Rodrigues ainsi que du marocain Mohamed Benaïssa, Secrétaire général de la Fondation du Forum d'Assilah.

## Liste des lauréats
- 1989 : Edouard Maunick (Ile Maurice) [2]
- 1991 : René Depestre (Haïti)[2]
- 1993 : Mazisi Kunene (Afrique du Sud)[2]
- 1996 : Ahmed Abdel Muti Hijazi (ou Mo'ti Higazi) (Égypte)[2]
- 1999 : Jean-Baptiste Tati Loutard (Congo-Brazzaville)[2]
- 2001 : Vera Duarte (Cap-Vert)[2]
- 2004 : Abdelkarim Tabbal (Maroc)[2]
- 2008 : Niyi Osundare (Nigeria)[2]
- 2011 : Fama Diagne Sène (Sénégal) et Mehdi Akhrif (Maroc)[2]
- 2014 : Josué Guébo (Côte d'Ivoire)[3]
- 2018 : Amadou Lamine Sall (Sénégal)[4]
- 2022 : Paul Dakeyo (Cameroun)[5]